# باريوكسوا حبلى
هو نوع من العث من عائلة الليليات.

## روابط خارجية
- Noctuinae of Chile